# Elecciones municipales de 2023 en Lorca
Las elecciones municipales de 2023 se celebraron en Lorca el domingo 28 de mayo, de acuerdo con el Real Decreto de convocatoria de elecciones locales en España dispuesto el 3 de abril de 2023 y publicado en el Boletín Oficial del Estado el 4 de abril. Se eligieron los 25 concejales del pleno del Ayuntamiento de Lorca, a través de un sistema proporcional (método d'Hondt), con listas cerradas y un umbral electoral del 5 %.

## Candidaturas
En abril de 2023 fueron proclamadas 7 candidaturas.

## Resultados
Los resultados completos correspondientes al escrutinio provisional se detallan a continuación:
| Candidatura           | Candidatura                                                         | Votos  | %                               | Escaños                         |
| --------------------- | ------------------------------------------------------------------- | ------ | ------------------------------- | ------------------------------- |
|                       | Partido Popular (PP)                                                | 16 617 | 40,92                           | 11                              |
|                       | Partido Socialista Obrero Español (PSOE)                            | 13 584 | 33,45                           | 9                               |
|                       | Vox (VOX)                                                           | 6934   | 17,07                           | 4                               |
|                       | Izquierda Unida-Verdes-Podemos-Alianza Verde (IU Verdes-Podemos-AV) | 2171   | 5,34                            | 1                               |
| Verdes Equo-Más Lorca | Verdes Equo-Más Lorca                                               | 361    | 0,88                            | 0                               |
|                       | Ciudadanos-Partido de la Ciudadanía (Cs)                            | 333    | 0,82                            | 0                               |
| Valores (Valores)     | Valores (Valores)                                                   | 213    | 0,52                            | 0                               |
| Votos en blanco       | Votos en blanco                                                     | 386    | 0,95                            | n/a                             |
| Votos válidos         | Votos válidos                                                       | 41 008 | 100,00                          | 25                              |
| Votos nulos           | Votos nulos                                                         | 409    | Participación: \| \| 66,24 % \| | Participación: \| \| 66,24 % \| |
| Votantes              | Votantes                                                            | 41 417 | Participación: \| \| 66,24 % \| | Participación: \| \| 66,24 % \| |
| Electores             | Electores                                                           | 61 908 | Participación: \| \| 66,24 % \| | Participación: \| \| 66,24 % \| |
|                       | 66,24 %                                                             |        |                                 |                                 |

## Concejales electos
Relación de concejales electos:
| N.º | Nombre                            | Fotografía | Lista | Lista                |
| --- | --------------------------------- | ---------- | ----- | -------------------- |
| 1   | Fulgencio Gil Jódar               |            |       | PP                   |
| 2   | Diego José Mateos Molina          |            |       | PSOE                 |
| 3   | Rosa María Medina Mínguez         |            |       | PP                   |
| 4   | María Carmen Menduiña García      |            |       | VOX                  |
| 5   | Isabel María Casalduero Jódar     |            |       | PSOE                 |
| 6   | Juan Francisco Martínez Carrasco  |            |       | PP                   |
| 7   | José Ángel Ponce Díaz             |            |       | PSOE                 |
| 8   | María Hernández Benítez           |            |       | PP                   |
| 9   | José Martínez García              |            |       | VOX                  |
| 10  | Irene Jódar Pérez                 |            |       | PSOE                 |
| 11  | Juan Miguel Bayonas López         |            |       | PP                   |
| 12  | María Teresa Martínez Sánchez     |            |       | PP                   |
| 13  | Juan Carlos Segura Ruiz           |            |       | PSOE                 |
| 14  | Santiago Parra Soriano            |            |       | PP                   |
| 15  | María Castillo Castro             |            |       | VOX                  |
| 16  | María Ángeles Mazuecos Moreno     |            |       | PSOE                 |
| 17  | Pedro Sosa Martínez               |            |       | IU-Verdes-Podemos-AV |
| 18  | María de las Huertas García Pérez |            |       | PP                   |
| 19  | José Luis Ruiz Guillén            |            |       | PSOE                 |
| 20  | Belén Díaz Arcas                  |            |       | PP                   |
| 21  | María Teresa Ortega Guirao        |            |       | VOX                  |
| 22  | María Dolores Chumillas Martínez  |            |       | PSOE                 |
| 23  | Ángel Ramón Meca Ruzafa           |            |       | PP                   |
| 24  | Antonio David Sánchez Alcaraz     |            |       | PP                   |
| 25  | Isidro Abellán Chicano            |            |       | PSOE                 |

## Acontecimientos posteriores
Investidura del alcalde
El Partido Popular ganó las elecciones y obtuvo 11 concejales, quedando a dos de la mayoría absoluta. Desde un primer momento el candidato popular, Fulgencio Gil, mostró su intención de gobernar en solitario y buscar acuerdos concretos en materias importantes.
En la votación de investidura que tuvo lugar en la sesión plenaria constitutiva de la corporación municipal celebrada el 17 de junio de 2023, Fulgencio Gil solo recibió los votos de los concejales de su partido (11 votos). El resto de concejales votaron a su respectivo candidato a alcalde. Al no obtener ningún candidato la mayoría absoluta, y de acuerdo con la Ley Orgánica del Régimen Electoral General, Fulgencio Gil fue proclamado alcalde de Lorca al encabezar la lista que había obtenido mayor número de votos populares.
| Candidatos a la alcaldía     | Votos |
| ---------------------------- | ----- |
| Fulgencio Gil Jódar          | 11/25 |
| Diego José Mateos Molina     | 9/25  |
| María Carmen Menduiña García | 4/25  |
| Pedro Sosa Martínez          | 1/25  |